# Comuna Bodești, Neamț
Bodești (în trecut, Bodeștii Precistei) este o comună în județul Neamț, Moldova, România, formată din satele Bodești (reședința), Bodeștii de Jos, Corni și Oșlobeni.

## Așezare
Comuna se află în centrul județului, pe malurile Cracăului. Este străbătută de șoseaua națională DN15C, care leagă Piatra Neamț de Fălticeni.

## Demografie
Componența etnică a comunei Bodești
     Români (88,82%)
     Romi (1,24%)
     Alte etnii (0,07%)
     Necunoscută (9,87%)
Componența confesională a comunei Bodești
     Ortodocși (82,57%)
     Adventiști (4,29%)
     Alte religii (2,8%)
     Necunoscută (10,34%)
Conform recensământului efectuat în 2021, populația comunei Bodești se ridică la 4.286 de locuitori, în scădere față de recensământul anterior din 2011, când fuseseră înregistrați 4.472 de locuitori. Majoritatea locuitorilor sunt români (88,82%), cu o minoritate de romi (1,24%), iar pentru 9,87% nu se cunoaște apartenența etnică. Din punct de vedere confesional, majoritatea locuitorilor sunt ortodocși (82,57%), cu minorități de adventiști (4,29%) și altele (1,75%), iar pentru 10,34% nu se cunoaște apartenența confesională.

## Politică și administrație
Comuna Bodești este administrată de un primar și un consiliu local compus din 13 consilieri. Primarul, Marinel Barna[*], de la Partidul Social Democrat, este în funcție din 2016. Începând cu alegerile locale din 2024, consiliul local are următoarea componență pe partide politice:
|  | Partid                          | Consilieri | Componența Consiliului | Componența Consiliului | Componența Consiliului | Componența Consiliului | Componența Consiliului | Componența Consiliului | Componența Consiliului | Componența Consiliului | Componența Consiliului |
|  | ------------------------------- | ---------- | ---------------------- | ---------------------- | ---------------------- | ---------------------- | ---------------------- | ---------------------- | ---------------------- | ---------------------- | ---------------------- |
|  | Partidul Social Democrat        | 9          |                        |                        |                        |                        |                        |                        |                        |                        |                        |
|  | Partidul Național Liberal       | 2          |                        |                        |                        |                        |                        |                        |                        |                        |                        |
|  | Alianța pentru Unirea Românilor | 2          |                        |                        |                        |                        |                        |                        |                        |                        |                        |

## Istorie
La sfârșitul secolului al XIX-lea, comuna purta denumirea de Bodeștii Precistei, făcea parte din plasa Piatra-Muntele a județului Neamț și era formată din satele Bodeștii Precistei, Oșlobeni, Corni, Strâmbi, Bordea și Dumbrăvile, având în total 2810 locuitori. În comună existau șapte mori de apă, două pive pentru sumane și patru biserici. Anuarul Socec din 1925 o consemnează în plasa Piatra a aceluiași județ, având 3844 de locuitori în satele Bodeștii de Jos, Bodeștii de Sus, Bordea, Cornii-Strâmbi, Dumbravele și Oșlobeni.
În 1950, comuna a fost transferată raionului Piatra Neamț din regiunea Bacău, iar în 1964 a primit numele de Bodești. În 1968, a revenit la județul Neamț, reînființat. Tot atunci a fost desființat satul Dumbravele (comasat cu Oșlobeni), iar satul Bodeștii de Sus a primit denumirea de Bodești.

## Monumente istorice

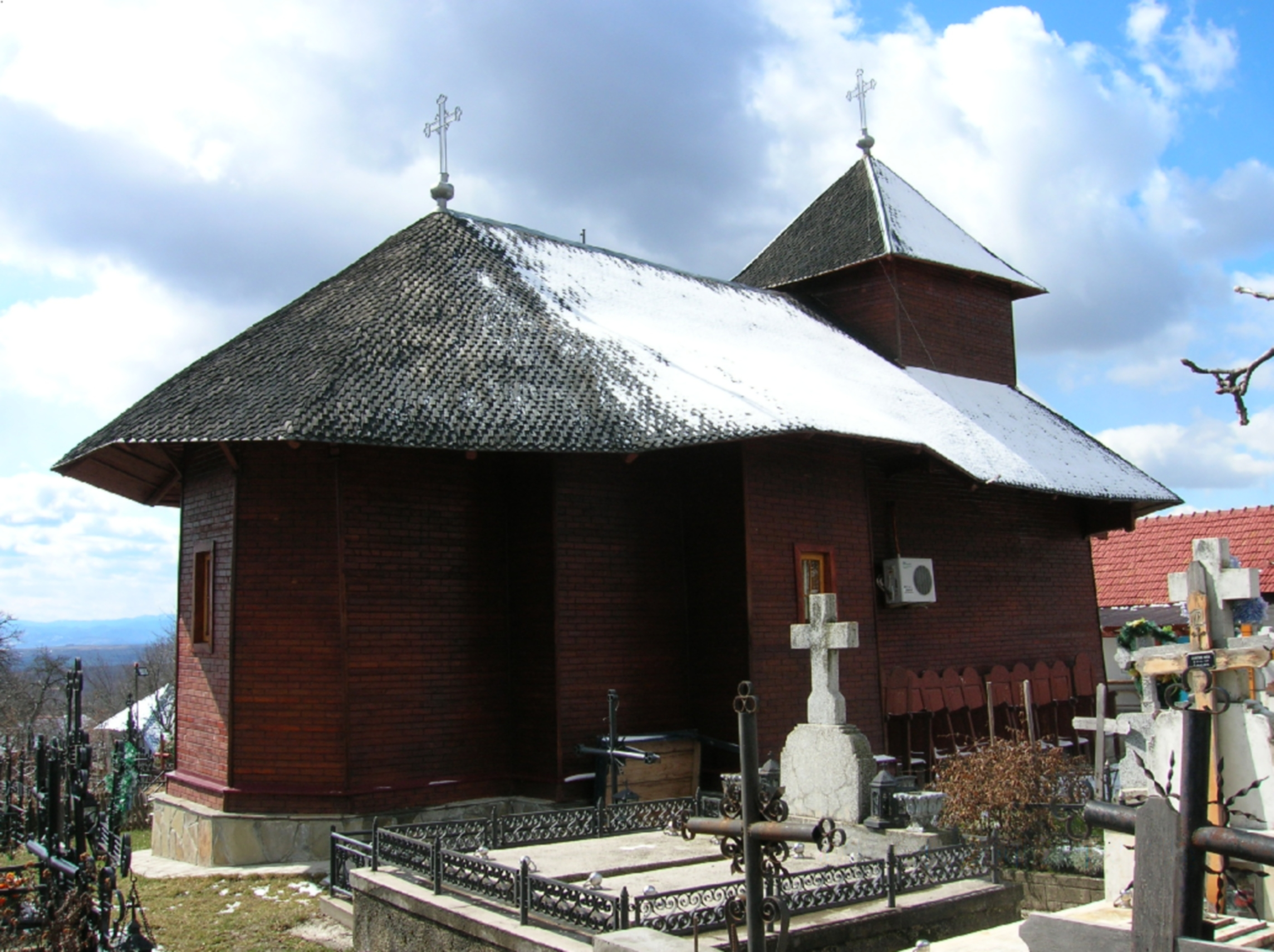
Biserica „Sfântul Ioan Bogoslov” din satul Corni, monument istoric din comuna Bodești

Patru obiective din comuna Bodești sunt incluse în lista monumentelor istorice din județul Neamț ca monumente de interes local. Două dintre ele sunt situri arheologice: așezarea neolitică ce aparține culturii Cucuteni de la „Cetățuia Frumușica” lângă satul Bodeștii de Jos; și așezarea din secolele al XV-lea–al XVII-lea de la „Strâmbi” (actualmente în satul Corni). Celelalte două sunt clasificate ca monumente de arhitectură: biserica „Sfinții Voievozi” (secolul al XVII-lea) din Bodeștii de Jos; și biserica de lemn „Sfântul Ioan Bogoslov” (1730–1734) din satul Corni.

## Vezi și
- Biserica Sfinții Voievozi din Bodeștii de Jos